# 色键

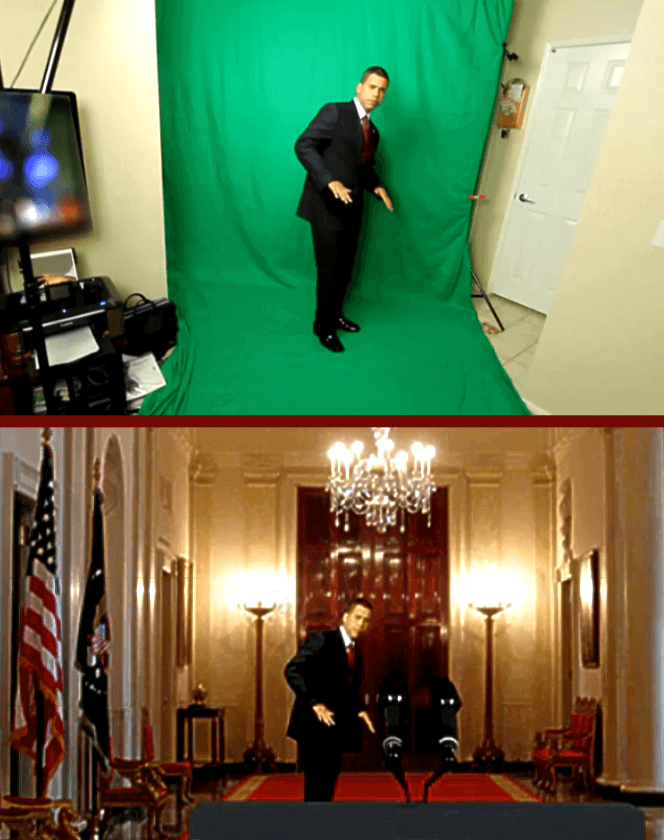
Iman Crosson在YouTube上影片的图片，足以证明色键在今天的实用性。
顶部面板：拍摄演员在绿幕前运动中的一帧。
底部面板：在最终版本中，演员模仿奥巴马，出现在白宫东厅。

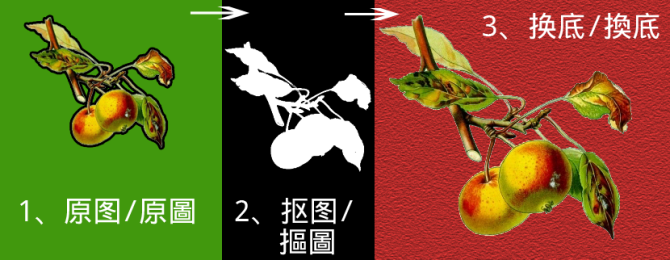
去背過程

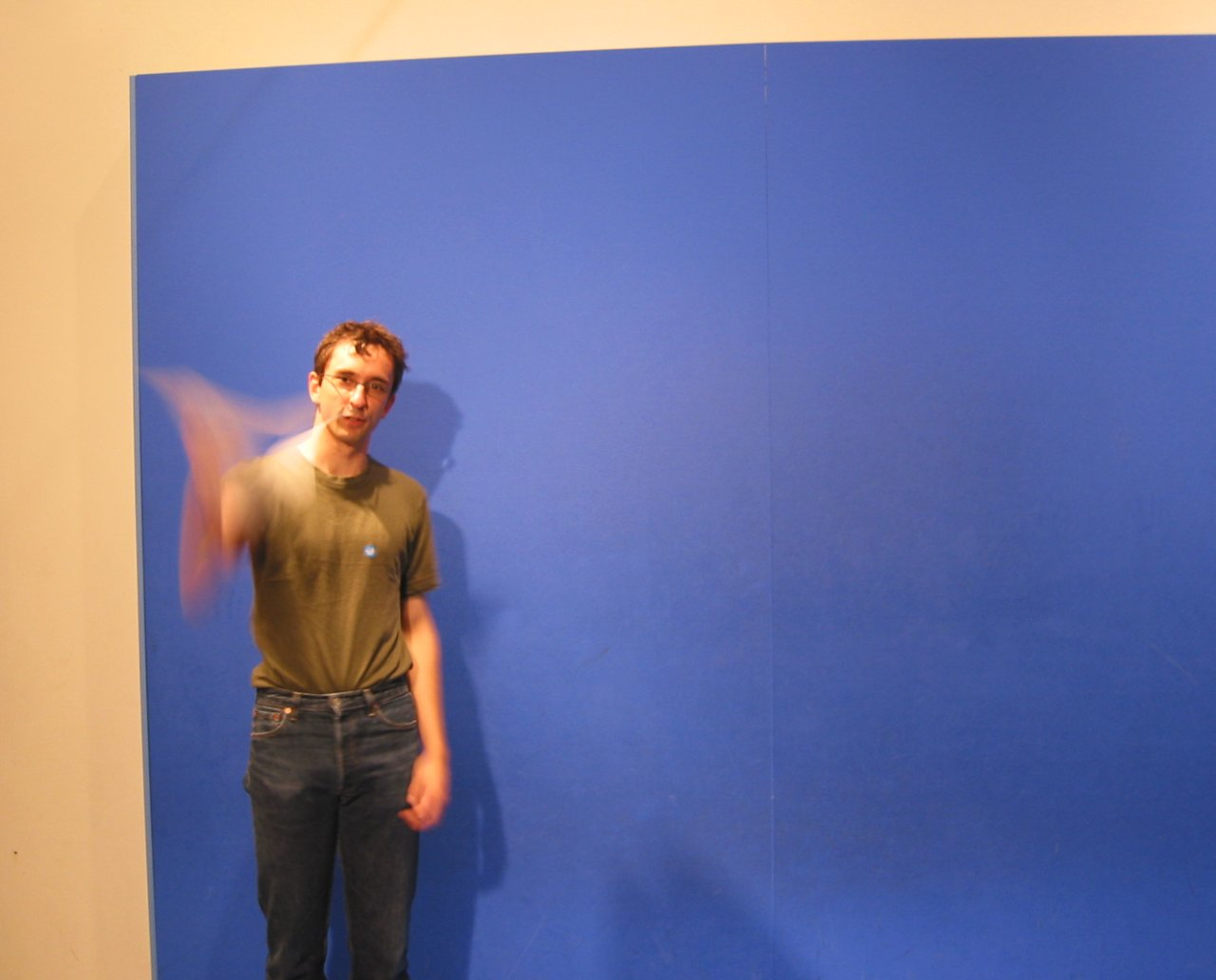
蓝幕的应用

色鍵（英語：Chroma key），又稱色彩嵌空、抠像，是一種去背合成技術。Chroma為純色之意，Key則是抽離顏色之意，把被拍攝的人物或物體放置於綠幕的前面，並進行去背後，將其替換成其他的背景。此技術在电影、電視劇及游戏製作中被大量使用，色鍵也是虛擬攝影棚（Virtual studio）與視覺效果（Visual effects）當中的一個重要環節。

## 種類
普遍使用綠幕或蓝幕，因为这些颜色被认为是与皮肤颜色有明显差异的颜色。

### 綠幕
绿色在攝影機的图像传感器中是最敏感的，因為可以在绿色通道中保留更多的细节，产生最干净的主题。由于图像传感器对绿色的高敏感性，所以只需较少的光来照亮绿色。綠幕也是最被普遍使用的，因为藍幕會與歐美演員的藍色虹膜相近，導致去背失誤。

### 藍幕
藍幕被使用在绿色的主体（例如植物），尽管攝影機对绿色光更敏感。

## 服裝
演員服裝應避免与背景颜色相同，除非是刻意要表現透明的效果，例如在綠幕前的演員穿著綠色衣服或綠色頭套，使其显示为透明的。因为服装可被替换为背景，故使用与背景相同的颜色来覆盖不想让观众看到的地方，这种技术可以用于实现类似于在哈利·波特电影中“隐形斗篷”的透明效果。
有时服装会与背景冲突。例如在2002年的电影《蜘蛛俠》，蜘蛛侠和绿魔在半空中，蜘蛛侠需要在绿幕前拍攝，而绿魔需要在蓝幕前拍攝。因为蜘蛛侠穿着一件红色和蓝色的服装，而绿魔的服装是完全绿色的。如果这两个角色都在同一顏色的幕前拍攝，其中一方的部分身體将会被删除。

## 燈光
光線均勻和避免陰影是使用色鍵的最大挑戰，因為色鍵最好被設定在一個狹窄的顏色範圍內，而陰影將造成顏色變深。這種情形常在低成本製作或不能手動修復的現場直播節目中出現。光線均勻受所使用的材料影響。材料本身若會反光則不易成功。有光澤的表面會反映燈光使該區域變得灰色，而其他地方可能會變暗。啞光表面會擴散反射光，並有更均勻的色彩範圍。拍攝乾淨色鍵效果的關鍵是創造主體和藍綠之間的差異。為了區分主體與藍幕或綠幕，通常會設定主體較藍幕或綠幕低兩級，或高兩級。有時利用陰影可製造某種特殊的效果。藍幕或綠幕的陰影區域可與所希望的背景視頻圖像的暗版本替換，使角色看起來如同鑄像。與色鍵相同顏色的沾染都會使結果看起來不自然。鏡頭焦距的轉換亦可能造成失敗的色鍵效果。

## 曝光
欠曝或曝光过度都会导致饱和度下降，在摄影中曝光不足的图像会含有较多的噪点。

## 相關軟體
许多软件可以“去背”，如Adobe After Effects、Autodesk Smoke、Final Cut Pro、Pinnacle Studio、HQP-Live、PowerDirector等。